# Cnidiocarpa grossheimii
Cnidiocarpa grossheimii är en flockblommig växtart som först beskrevs av Ida P. Mandenova, och fick sitt nu gällande namn av Pimenov. Cnidiocarpa grossheimii ingår i släktet Cnidiocarpa och familjen flockblommiga växter. Inga underarter finns listade i Catalogue of Life.